# Online Analytical Processing

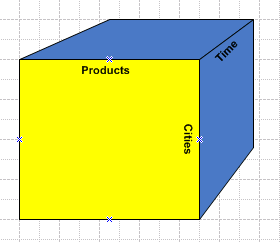
OLAP-kuben

Online Analytical Processing, eller OLAP, är en teknik för att ge snabba exekveringar och returer på flerdimensionella databassökningar.
OLAP-kuben, alternativt kallad multidimensionell kub eller hypercube, är OLAP:s kärna.